# Thanduyise Khuboni
Thanduyise Khuboni (* 22. Mai 1986 in Durban, KwaZulu-Natal) ist ein südafrikanischer Fußballspieler und Nationalspieler seines Landes. Derzeit ist er für die Golden Arrows in der Premier Soccer League aktiv, wo er Stammspieler und Leistungsträger ist. Er spielt auf der Position eines defensiven Mittelfeldspielers.
Khuboni wurde in Clermont, einem Stadtteil von Durban geboren. Seine Karriere als Fußballspieler begann bei Mabopane Young Masters. Seit 2007 ist er bei den Lamontville Golden Arrows unter Vertrag. Zu seinen Stärken zählen der unermüdliche Einsatz und die Spielübersicht. Schwächen hat er im Passspiel.

## Nationalmannschaft
Khuboni wurde zur WM 2010 nominiert. Die Nominierung kam auch für Experten in Südafrika überraschend. Vor Beginn der WM hatte Khuboni sieben Länderspiele vorzuweisen. Im südafrikanischen Kader nimmt er die Rolle eines Ergänzungsspielers ein.